# بسته ناطق
بسته ناطق یا سخنگو (The Talking Parcel) که نبرد در قلعه کاکاتریس نیز نامیده شده، نام کتابی است از جرالد دارل که در سال ۱۹۷۴ منتشر شده‌است.

## کارتون بسته ناطق
فیلمی کارتونی از این کتاب در سال ۱۹۷۸ به کارگردانی برایان کاسگراو و اقتباس رزماری آن سیسن، ساخته شده که محصول کشور انگلیس می‌باشد.

## داستان
دختر بچه ای به نام پنلوپه (پانی) در کنار شن‌های ساحل نشسته و با شن‌ها برای خود یک قلعه خیالی درست می‌کند. وقتی قلعه را درست می‌کند، خوابش برده و در خواب بسته‌ای را می‌بیند که در آب‌های دریا روان است و به سوی او می‌آید. این بسته سخنگوست و دختر بچه از داخل آن صدایی می‌شنود. بسته را باز می‌کند و متوجه می‌شود داخل این بسته سخنگو قفسی است که در آن یک طوطی قرار دارد. آقای «طوطی» برای پانی داستان دزدیده شدن دانشمندی به نام «اچ. اچ» که از اسرار سرزمین خیالی میتولوژیا آگاه است توسط کاکاتریس‌ها را تعریف می‌کند و او را برای نجات دانشمند از دست کاکاتریس‌ها با خود به سفر می‌برد. آنها در مسیر با شخصیت‌هایی مثل قطاری که در آسمان پرواز می‌کند و آنها را به قلعه کاکاتریس‌ها می‌برد (قطار پرنده)، تک شاخ‌ها، یک قورباغهٔ جاسوس، یک جانور عظیم دریایی به نام «اسوالد» که گوش‌های سنگینی دارد و همچنین دسته ای از گرگها مواجه می‌شوند. اچ. اچ در قلعه کاکاتریس‌ها به آنها می‌گوید که به راسوها برای گاز گرفتن کاکاتریس‌ها و شکست دادن آنها نیاز دارند. آنها در پایان با کمک تک شاخ‌ها و راسوهای ترسو که حالا شجاعت خود را بدست آورده‌اند، کاکاتریس‌ها را شکست داده و اچ. اچ را نجات می‌دهند.

## نمایش فارسی
این کارتون به فارسی دوبله شده و از کارتون‌های خاطره انگیر دهه شصت خورشیدی بود.

### صداپیشگان
پانی (با صدای مینو غزنوی)
طوطی (با صدای تورج نصر)
قورباغه (با صدای کنعان کیانی)
راوی داستان و اسوالد (با صدای غلامعلی افشاریه)
دانشمند - اچ اچ (با صدای صادق ماهرو)
رئیس گرگ‌ها (جواد پزشکیان)
گوینده تیتراژ و رئیس کاکاتریس‌ها (با صدای محمدعلی دیباج)
رئیس راسوها (با صدای احمد مندوب هاشمی)